# 花野昭男
花野昭男（はなの あきお、1944年6月15日 - 2006年9月23日）は日本の大蔵官僚。血液型はA型。東京都世田谷区梅丘2丁目在住。理財局総務課長、東海財務局長、大臣官房審議官（銀行局担当）、造幣局長、預金保険機構理事、全国信用協同組合連合会理事長などを務めた。

## 来歴
神奈川県川崎市出身（父母は新潟県）。東京都立雪谷高等学校、東京大学法学部第1類（私法コース）卒業。1967年 大蔵省に入省（大臣官房文書課）。1972年7月 加治木税務署長。1973年7月 杉並税務署長。その後は主計局主計官補佐（建設第一、二係主査）、主計局主計官補佐（公共事業総括、第一係主査）などを務める。1986年7月 大臣官房参事官（理財局資金第一課担当）。1987年7月 主計局調査課長。1988年6月 主計局主計官（防衛担当）。1989年6月 国際金融局為替資金課長。1990年7月 理財局資金第一課長。1991年6月11日 理財局総務課長。1992年6月26日 東海財務局長。1993年6月25日 大臣官房審議官（銀行局担当）。1995年5月26日 造幣局長。1996年6月25日 退官、預金保険機構理事（特別業務部担当）（〜2002年6月25日）。2003年6月27日 全国信用協同組合連合会理事長。2006年9月23日 尾白川渓谷で転落し、搬送中のヘリで死亡。

## 略歴
- 1967年4月：大蔵省に入省（大臣官房文書課）。
- 1970年7月：理財局地方資金課調査主任[3]。
- 1971年7月：理財局資金課企画係長[4]。
- 1972年7月：加治木税務署長。
- 1973年7月：杉並税務署長。
- 1974年7月：証券局資本市場課長補佐。
- 1976年7月：理財局資金第二課長補佐。
- 1977年7月：理財局資金第一課長補佐。
- 1978年7月：主計局主計官補佐（建設第一、二係主査）。
- 1981年7月：主計局主計官補佐（公共事業総括、第一係主査）。
- 1982年6月：主計局付（外務研修）。
- 1983年5月：外務省在スイス日本国大使館一等書記官。
- 1984年1月：外務省在スイス日本国大使館参事官。
- 1986年7月：大臣官房参事官（理財局資金第一課担当）。
- 1987年7月：主計局調査課長。
- 1988年6月：主計局主計官（防衛担当）。
- 1989年6月：国際金融局為替資金課長。
- 1990年7月：理財局資金第一課長。
- 1991年6月11日：理財局総務課長。
- 1992年6月26日：東海財務局長。
- 1993年6月25日：大臣官房審議官（銀行局担当）。
- 1995年5月26日：造幣局長。
- 1996年6月25日：退官。

## 人物
- 短所は短気な点[1]。
- 好きな言葉は恕[1]。
- 趣味は囲碁（初段）、絵画（鑑賞）、旅行、スポーツ観戦、読書（歴史小説）、郊外散歩[1]。
- 嗜好はビール、和食[1]。